# Хавај
Хавај (слч. Havaj) насељено је мјесто са административним статусом сеоске општине (слч. obec) у округу Стропков, у Прешовском крају, Словачка Република.

## Становништво
| Година:    | 1994. | 2004.   | 2014.   | 2024.   |
| ---------- | ----- | ------- | ------- | ------- |
| Број људи: | 415   | 420     | 398     | 393     |
| Разлика:   |       | +1,20 % | -5,23 % | -1,25 % |

| Година:    | 2023. | 2024.   |
| ---------- | ----- | ------- |
| Број људи: | 404   | 393     |
| Разлика:   |       | -2,72 % |

Према подацима о броју становника из 2024. године насеље је имало 393 становника.